# Diocesi di Velia
La diocesi di Velia (in latino Dioecesis Veliensis) è una sede soppressa e sede titolare della Chiesa cattolica.

## Storia
Nulla si conosce di questa antica sede episcopale, nemmeno il nome di un vescovo. Anche il luogo è incerto; forse si identifica con l'antica città di Elea nel Cilento, sul colle di Castellammare della Bruca, presso il paese moderno di Ascea.
L'unica menzione riportata dalle fonti rimanda al 592, quando papa Gregorio Magno ingiunse al vescovo Felice di Paestum, rifugiatosi nella bizantina Agropoli, di fare la visita canonica alle vicine diocesi di Velia, di Bussento e di Blanda, forse perché rimaste prive di una guida dopo l'invasione longobarda della Campania guidata da Zottone.
Incerta è la data di soppressione della diocesi, il cui territorio nel X secolo è presumibilmente incorporato in quello della diocesi di Paestum-Capaccio.
Dal 1966 Velia è annoverata tra le sedi vescovili titolari della Chiesa cattolica; dal 1º maggio 2024 il vescovo titolare è Krzysztof Józef Nykiel, reggente della Penitenzieria apostolica.

## Cronotassi dei vescovi titolari
- Pietro Santoro † (25 luglio 1967 - 12 giugno 1970 nominato vescovo di Termoli e di Larino)
- Daniele Ferrari † (7 settembre 1970 - 22 febbraio 1973 nominato vescovo di Chiavari)
- Antonio Mazza † (8 giugno 1973 - 11 settembre 1976 nominato vescovo di Tarquinia e Civitavecchia)
- Andrea Veggio † (1º agosto 1983 - 6 giugno 2020 deceduto)
- Krzysztof Józef Nykiel, dal 1º maggio 2024